# Palazzo Reale di Olite
Il palazzo reale di Olite (in spagnolo palacio de los Reyes de Navarra de Olite o palacio real (o Castillo) de Olite) è un castello signorile e militare costruito nei secoli XIII e XIV a Olite, in Navarra, Spagna. Fu una delle sedi della corte del Regno di Navarra a partire dall'epoca di Carlo III "il Nobile".
La struttura era in origine un castello, ampliato nel XIII secolo per diventare un palazzo dai caratteri non più militari ma residenziali. L'architettura gotica del complesso è caratterizzata da una grande varietà ed è frutto non di un progetto unico ma di ampliamenti successivi e indipendenti. I segni più evidenti, tra quelli lasciati dai vari monarchi, si devono a Carlo III che stabilì nel palazzo una delle sedi permanenti della Corte e lo abbellì con i giardini e la cinta muraria turrita. Si può stabilire in questo periodo la distinzione tra "vecchio e "nuovo palazzo".
Dopo la conquista della Navarra da parte di Ferdinando il Cattolico nel 1516, il palazzo di Olite cominciò a cadere in abbandono. Alla fine della Reconquista, il re Ferdinando e la regina Isabella, temendo rivolte nobiliari in special modo nelle terre da poco conquistate, ordinarono lo smantellamento di tutti i castelli, con Olite che perse la sede dell'autorità reale in Navarra trasferita a Pamplona. Durante la guerra d'indipendenza spagnola, l'indipendentista Francisco Espoz y Mina incendiò il palazzo per intimidire le truppe francesi di Napoleone Bonaparte che vi si erano fortificate. All'inizio del XX secolo il palazzo iniziò a essere restaurato con un'opera oggi conclusa sotto la supervisione di José e Javier Yárnoz. Gli obiettivi del restauro sono stati la salvaguardia della struttura originaria e la chiara indicazione delle ricostruzioni moderne. Le preziose decorazioni degli interni, come i giardini sono perduti, ma gran parte del manufatto nella sua struttura principale, le decorazioni lapidee e i giardini pensili della Regina di Navarra sono oggi nuovamente visibili.